# AMX 40
AMX 40 — французький середній танк. Розроблений у 1940 році на рівні ескізного проекту.

## Історія створення
До початку Другої Світової Війни французькі головнокомандувачі були впевнені, що танку важлива броня, а швидкість їм потрібна лише для супроводу піхоти. Але думка змінилася після того, як проявили себе в бою БТ-5, Т-26, Pz. II та Pz. III, які мали менше бронювання, ніж французькі Char B1 -bis, Somua S35 і S-40, але вигравали швидкістю і маневреністю. Легкі рухливі танки показали себе в бою краще за важкі. Французи в 1939—1940 роках оформили кілька замовлень створення легких, середніх і важких танків, які призвели до появи дуже перспективних проектів.
Однією з таких розробок став середній танк АМХ 40, проектування якого почалося в березні 1940 інженерами майстерень Issy-les-Moulineaux. Танк планувався для швидких проривів і більше відповідав кавалерійській концепції.
Планувалося, що в період 1941-1942 років цей танк зможе повністю замінити застарілі танки Somua S-35 і S-40. Однак у липні 1940 року проектування було припинено після захоплення Франції німецькими військами.

## Технічні особливості
При створенні АМХ 40 використовувалися технічні новинки, які раніше не використовували у французькому танкобудівництві: бронелисти танка знаходилися під раціональними кутами нахилу, корпус танка майже не мав прямих кутів. Лобова броня танка могла бути в товщину 60 мм, бортові бронелисти — 30-50 мм, задні бронелисти мали товщину 40 мм. Ходова частина сильно відрізнялась від стандартних багатоколесних шасі з відкритими вузлами підвіски та складалася з чотирьох опорних катків діаметром в 82 см, с бортів прикрита бронещитом. Інженери предбачили використані колесно-гусеничного руху, аналогічного тому, що використовувався на радянських «БТ» і американських «Крісті»: два задніх катка були керуючими, що забеспечували рух без гусениць[3].

## У культурі
- У грі World of Tanks цей танк представлений як легкий танк четвертого рівня[3].
- У грі World of Tanks Blitz цей танк представлений як колекційний середній танк четвертого рівня[4].